# Hollywood or Bust
Hollywood or Bust è un videogioco pubblicato nel 1986 per Amstrad CPC e Commodore 64 da Mastertronic, direttamente in edizione economica. Il gioco è ambientato sul set di un tipico film comico degli anni '20 e ha come protagonista l'aspirante attore Buster Baloney, armato delle classiche torte in faccia. Anche le musiche, di Rob Hubbard, ricordano quelle di accompagnamento dei film slapstick muti.

## Modalità di gioco
Il giocatore controlla Buster che può camminare e sparare torte in tutte le direzioni.
Lo scopo finale è impadronirsi di 5 Oscar.
All'inizio del gioco la schermata è divisa circa a metà, in alto appare il set con visuale isometrica dove avviene l'azione di gioco e in basso appare un'immagine animata della troupe al lavoro, con l'indicatore del punteggio sotto forma di dollari guadagnati.
Il set è costruito su più piani a scorrimento orizzontale nei due sensi, collegati da scale. Qui bisogna evitare un poliziotto, che si può respingere temporaneamente a colpi di torte, e un fantasma.
Uscendo da alcune delle porte si passa a una scena all'aperto, lungo una strada a scorrimento orizzontale continuo, mostrata a tutto schermo con visuale dall'alto e personaggi più piccoli.
Bisogna evitare uno sciame continuo di poliziotti con manganello agitati e confusionari, stile Keystone Cops, che vagano più o meno casualmente per la strada e si possono eliminare con un colpo di torta. Le torte qui sono limitate ma si possono ricaricare raggiungendo un rubinetto di crema.
In questa fase Buster ha una barra di energia e se si riesce a resistere abbastanza tempo, misurato in fotogrammi, si torna allo scenario precedente sul set.